# 大同街道 (海口市)
大同街道是中国海南省海口市龙华区下辖的一个街道。总面积2.5平方公里，总人口58084人，其中常住人口44777人，流动人口13307人。

## 辖区范围
东面从三角花园起沿大同路至海南乐普生商厦为界；南面以海南乐普生商厦沿海秀路至南大立交桥进入龙昆南路、南沙路至金宇东路止；西面起金宇东路与金垦路交汇处经金垦路至南庄酒家西北侧；北面从南庄酒家西北侧起沿龙华路至三角花园止。

## 行政区划
- 友谊社区
- 大同里社区
- 华海社区
- 龙昆上社区
- 龙昆下社区
- 正义社区
- 侨中社区
- 义龙社区